# L’Île-d’Yeu
L’Île-d’Yeu település Franciaországban, Vendée megyében, a Yeu-szigeten (Île d’Yeu). Lakosainak száma 4887 fő (2022. január 1.). .
Az itteni erődítményben az első világháború alatt fogolytábor működött. Kuncz Aladár Fekete kolostor c. regényében ír itt töltött éveiről.

## Népesség
A település népességének változása:
| Lakosok száma | 4636 | 4771 | 4891 | 4809 | 4829 | 4850 | 4870 | 4877 | 4887 |
|               | 2013 | 2015 | 2016 | 2017 | 2018 | 2019 | 2020 | 2021 | 2022 |